# الینا نچایوا
الینا نچایوا (به انگلیسی: Elina Nechayeva) (زاده ۱۰ نوامبر ۱۹۹۱) خواننده سوپرانو استونیایی است.
او در یوروویژن ۲۰۱۸ نماینده استونی بود.